# Малампа Ревіворз
Футбольний клуб «Малампа Ревіворз» (англ. Malampa Revivors Football Club) — вануатський футбольний клуб з міста Луганвіль. Клуб є найуспішнішим клубом за межами столиці країни Порт-Віли.

## Історія
Клуб «Малампа Ревіворз» було засновано в 2010 році старійшиною Шемом Дахмассінгом як молодіжне служіння в рамках молодіжної програми стипендій Столітньої Пресвітеріанської Церкви в Саракаті в Луганвілі. Клуб зосереджений на популяризації та вихованні молоді в релігійних аспектах, а також на футболі. Більшість гравців клубу все ще є членами молодіжного товариства пресвітеріанської церкви. У 2015 році клуб «Малампа Ревіворз» потрапив у заголовки газет, коли вийшов у фінал Національної суперліги 2015 року після перемоги з рахунком 2-1 над топ-клубом з Порт-Віли «Іфіра Блек Бьорд».У фіналі луганвільський клуб програв «Амікалю», але через новий формат Ліги чемпіонів ОФК, в якому два клуби Вануату грали в Лізі чемпіонів ОФК, «Малампа» також кваліфікувалася до Ліги чемпіонів ОФК, та дебютувала в Лізі чемпіонів ОФК 2017 року.

## Суперництво
Головним суперником клубу «Малампа Ревіворз» є «Ваум Юнайтед» на внутрішньому рівні. Це єдиний клуб у футбольній лізі Луганвіля, який багато разів грав із «Малампою» в різних фіналах турнірів.

## Титули і досягнення
- Чемпіон Вануату (1): 2014